# Josef Mengele
Josef Mengele (alemão: [ˈjoːzɛf ˈmɛŋələ] (escutarⓘ); Günzburg, 16 de março de 1911 – Bertioga, 7 de fevereiro de 1979), cognominado o Anjo da Morte (em alemão:  Todesengel), foi um oficial alemão da Schutzstaffel (SS) e médico no campo de concentração de Auschwitz durante a Segunda Guerra Mundial. Mengele foi um notório membro da equipe de médicos responsáveis pela seleção das vítimas a serem mortas nas câmaras de gás e por realizar experimentos humanos mortíferos em prisioneiros. Os que chegavam e eram considerados aptos a trabalhar eram admitidos no campo e os que eram considerados incapazes de trabalhar eram imediatamente mortos nas câmaras de gás. Mengele deixou Auschwitz em 17 de janeiro de 1945, pouco antes da chegada das tropas liberadoras do Exército Vermelho da União Soviética. Depois da guerra fugiu para a América do Sul, onde evitou a captura pelo resto de sua vida, vindo a falecer enquanto vivia anonimamente no Brasil.
Mengele obteve um doutorado em antropologia e medicina pela Universidade de Munique e começou a carreira como pesquisador. Ingressou no Partido Nazista em 1937 e na SS em 1938. Inicialmente designado como oficial médico do batalhão no início da Segunda Guerra, transferiu-se para o serviço de campo de concentração no início de 1943 e foi designado para Auschwitz. Lá, viu a oportunidade de realizar pesquisas genéticas em seres humanos. Suas experiências subsequentes, focando principalmente em gêmeos, não tinham nenhum respeito pela saúde ou segurança das vítimas.
Assistido por uma rede de ex-integrantes da SS, Mengele navegou para a Argentina em julho de 1949. Inicialmente viveu em torno de Buenos Aires. Em 1959 fugiu para o Paraguai e para o Brasil em 1960, quando era procurado pela Alemanha Ocidental, por Israel e por caçadores de nazistas, como Simon Wiesenthal, para que ele pudesse ser levado a julgamento. Apesar dos pedidos de extradição do governo da Alemanha Ocidental e operações clandestinas da agência de inteligência israelense, o Mossad, Mengele escapou da captura. Em 1979 morreu de ataque cardíaco enquanto nadava em Bertioga, na época ainda parte de Santos, no litoral de São Paulo, no Brasil, e foi enterrado sob um nome falso. Seus restos foram desenterrados e identificados através de um exame forense em 1985.

## Juventude e educação
Mengele nasceu em 16 de março de 1911 como a mais velha das três crianças de Karl e Walburga (Hupfauer) Mengele em Günzburg, Baviera, Alemanha. Seus irmãos mais novos eram Karl Jr e Alois. O pai de Mengele foi fundador da empresa Karl Mengele & Sons, empresa produtora de máquinas agrícolas. Mengele ia bem na escola e desenvolveu um interesse por música, arte e esqui. Completou o ensino médio em abril de 1930 e passou a estudar medicina na Universidade de Frankfurt e filosofia na Universidade de Munique. Munique era a sede do Partido Nazista. Em 1931, Mengele uniu-se ao Stahlhelm, Bund der Frontsoldaten, uma organização paramilitar que foi absorvida ao Sturmabteilung nazista (Storm Detachment, SA) em 1934.
Em 1935, Mengele obteve um PhD em antropologia da Universidade de Munique. Em janeiro de 1937, no Instituto de Biologia Hereditária e de Higiene Racial em Frankfurt, tornou-se assistente do Dr. Otmar Freiherr von Verschuer, um cientista que conduzia pesquisas genéticas, com um interesse particular em gêmeos. Como assistente de von Verschuer, Mengele focou nos fatores genéticos que resultavam em fissuras labiopalatais ou queixo fendilhado. Sua tese sobre o assunto lhe valeu um doutorado cum laude em medicina em 1938. Ambos os seus graus foram posteriormente rescindidos pelas universidades emissoras. Em uma carta de recomendação, von Verschuer elogiou a confiabilidade de Mengele e sua capacidade de apresentar verbalmente material complexo de forma clara. O autor estadunidense Robert Jay Lifton observa que as obras publicadas por Mengele não se desviaram muito do mainstream científico da época e provavelmente teriam sido vistas como esforços científicos válidos mesmo fora das fronteiras da Alemanha Nazista.
Em 28 de julho de 1939, Mengele casou-se com Irene Schönbein, que conheceu enquanto trabalhava como residente médico em Leipzig. Seu único filho, Rolf, nasceu em 1944.

## Serviço militar
A ideologia do nazismo reunia elementos de antissemitismo, higiene racial e eugenia e os combinou com pan-germanismo e expansionismo territorial com o objetivo de obter mais Lebensraum (espaço vital) para o povo germânico. A Alemanha nazista tentou obter este novo território atacando a Polônia e a União Soviética, com a intenção de deportar ou matar os judeus e eslavos que ali viviam, que eram vistos como sendo inferiores à "raça superior ariana".
Mengele ingressou no Partido Nazista em 1937 e no Schutzstaffel em 1938. Recebeu treinamento básico em 1938 com a Gebirgsjäger (infantaria de montanha) e foi chamado para o serviço nas Wehrmacht (forças armadas alemãs) em junho de 1940, alguns meses após o início da Segunda Guerra Mundial. Logo se ofereceu para o serviço médico na Waffen-SS, o braço de combate da SS, onde serviu com o posto de SS-Untersturmführer (segundo-tenente) em um batalhão de reserva médica até novembro de 1940. Foi atribuído ao Rasse-und Siedlungshauptamt der SS (Posto Principal de Raça e Reassentamento da SS) em Posen, avaliando os candidatos à germanização.
Em junho de 1941 Mengele foi afixado na Ucrânia, onde recebeu a Segunda Classe da Cruz de Ferro. Em janeiro de 1942 se juntou à 5.ª Divisão Panzergrenadier SS Wiking como um oficial médico do batalhão. Ele resgatou dois soldados alemães de um tanque em chamas e foi premiado com a Primeira Classe da Cruz de Ferro, bem como pelo Distintivo de Ferido e a Medalha pelo Cuidado ao Povo Alemão. Foi gravemente ferido em ação perto de Rostov-on-Don em meados de 1942 e foi declarado incapaz para o serviço militar ativo. Após a recuperação foi transferido para o Escritório de Raça e Reassentamento em Berlim. Também retomou sua associação com von Verschuer, que estava no Instituto Kaiser Wilhelm de Antropologia, Genética Humana e Eugenia. Mengele foi promovido a SS-Hauptsturmführer (capitão) em abril de 1943.

## Auschwitz

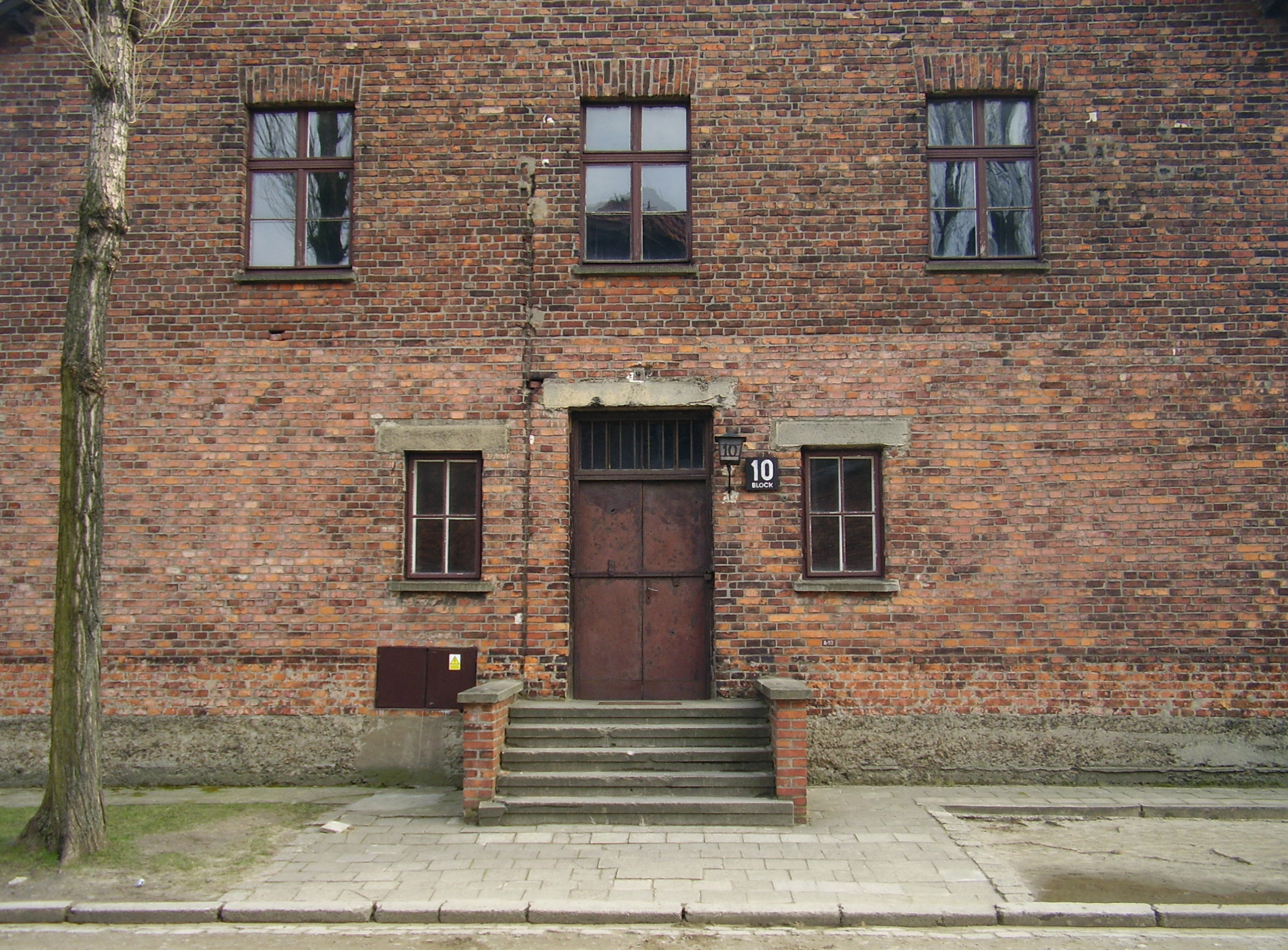
Bloco de experimentos médicos de Auschwitz, onde Mengele trabalhava.

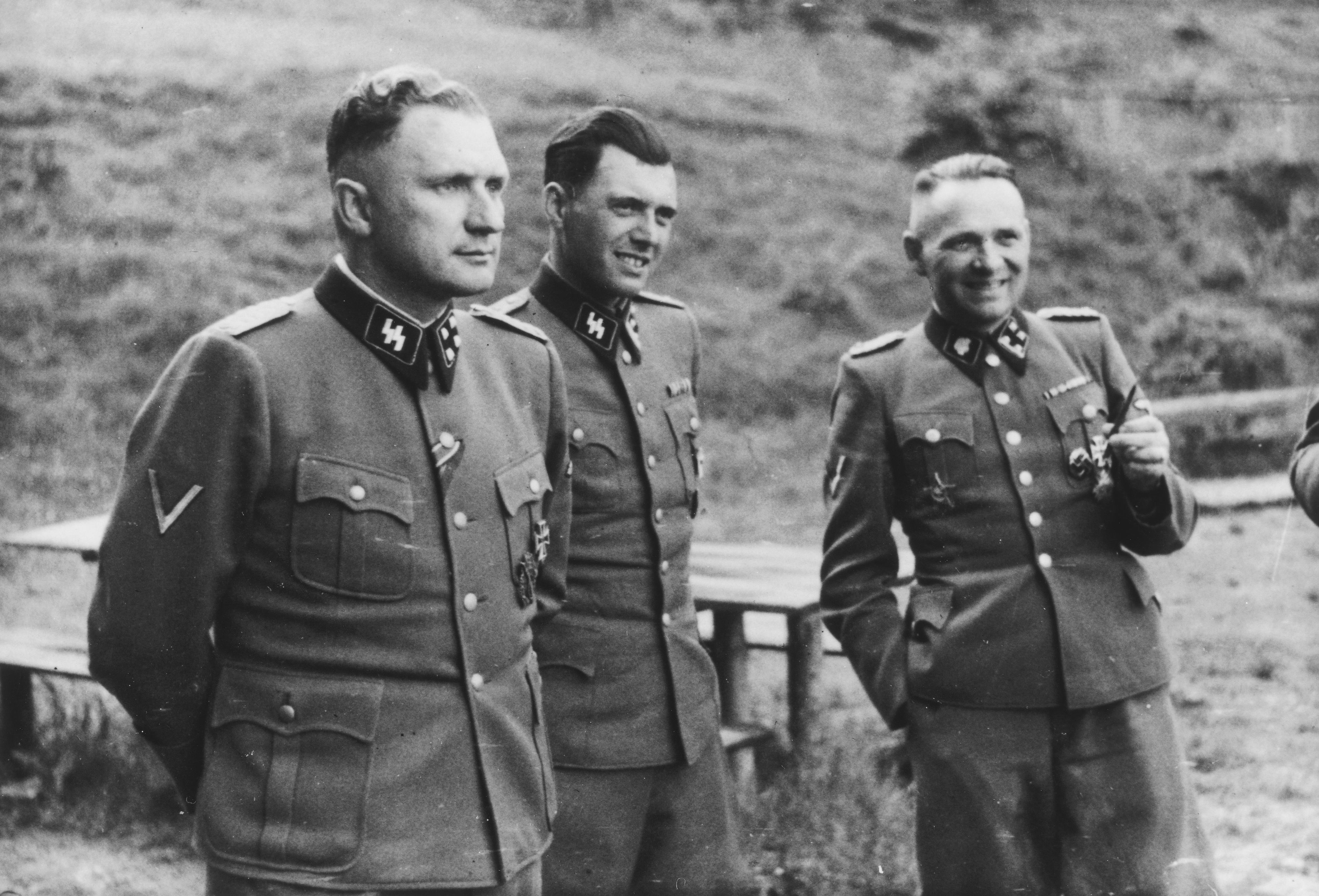
Richard Baer, Josef Mengele e Rudolf Höss em Auschwitz, 1944.

No início de 1943, encorajado por von Verschuer, Mengele se candidatou à transferência para o serviço em campo de concentração, onde previu a oportunidade de realizar pesquisas genéticas sobre seres humanos. Seu pedido foi aceito e ele foi designado para o campo de concentração de Auschwitz. Foi nomeado pelo SS-Standortarzt Eduard Wirths, médico-chefe de Auschwitz, para o cargo de médico-chefe do Zigeunerfamilienlager (acampamento dos ciganos), localizado no subcampo de Birkenau.
No final de 1941, Hitler decidiu que os judeus da Europa seriam exterminados, de modo que Birkenau, originalmente destinado a abrigar trabalhadores escravos, foi redesignado como um campo de trabalho/extermínio. Os prisioneiros eram transportados até lá por trens que vinham de toda a Europa ocupada pelos alemães, chegando em comboios diários. Em julho de 1942, as SS estavam conduzindo "seleções". Os judeus que chegavam eram segregados; os que eram considerados aptos a trabalhar eram admitidos no campo e os que eram julgados inaptos para o trabalho eram imediatamente mortos nas câmaras de gás. O grupo selecionado para morrer, cerca de três quartos do total, incluía quase todas as crianças, mulheres com crianças pequenas, mulheres grávidas, todos os idosos e todos aqueles que não eram considerados aptos após uma inspeção breve e superficial feita por um médico da SS. Mengele, um membro da equipe de médicos designados para fazer as seleções, empreendeu este trabalho, mesmo quando não era designado a fazê-lo, na esperança de encontrar objetos para suas experiências. Estava particularmente interessado em localizar conjuntos de gêmeos. Em contraste com a maioria dos médicos, que consideravam as seleções como um de seus deveres mais estressantes e horríveis, Mengele assumia a tarefa com um ar extravagante, muitas vezes sorrindo ou assobiando uma melodia.
Mengele e outros médicos das SS não tratavam dos detentos, mas supervisionavam as atividades dos médicos presos forçados a trabalhar no serviço médico do campo. Mengele fez visitas semanais ao quartel do hospital e enviou para as câmaras de gás todos os prisioneiros que não se recuperaram após duas semanas na cama. Também era membro da equipe de médicos responsáveis pela supervisão da administração de Zyklon B, o pesticida à base de cianeto que foi usado para matar pessoas nas câmaras de gás em Birkenau. Serviu nesta função nas câmaras de gás localizadas nos crematórios IV e V.
Quando um surto de noma (uma doença bacteriana gangrenosa da boca e rosto) atingiu o acampamento de ciganos em 1943, Mengele iniciou um estudo para determinar a causa da doença e desenvolver um tratamento. Recrutou a ajuda do prisioneiro Dr. Berthold Epstein, um pediatra judeu e professor da Universidade de Praga. Mengele isolou os pacientes em um quartel separado, onde manteve várias crianças afligidas mortas de modo que suas cabeças e órgãos preservados pudessem ser emitidos para estudo à academia médica da SS em Graz e em outras unidades. A pesquisa estava ainda em curso quando o acampamento cigano foi destruído e seus ocupantes restantes mortos em 1944.
Em resposta a uma epidemia de tifo no campo feminino, Mengele limpou um bloco de 600 mulheres judaicas e as enviou para a câmara de gás. O edifício foi então limpo e desinfectado e os ocupantes de um bloco vizinho foram banhados, desalojados, e dado novas roupas antes de serem transferidos para o bloco limpo. O processo foi repetido até que todos os quartéis fossem desinfetados. Desinfecções semelhantes foram usadas para epidemias posteriores de escarlatina e outras doenças, sendo que todos os prisioneiros doentes eram enviados para as câmaras de gás. Por seus esforços, Mengele recebeu a Cruz de Mérito de Guerra (Segunda Classe com Espadas) e foi promovido em 1944 a Primeiro Médico do subcampo de Birkenau.

### Experimentos humanos

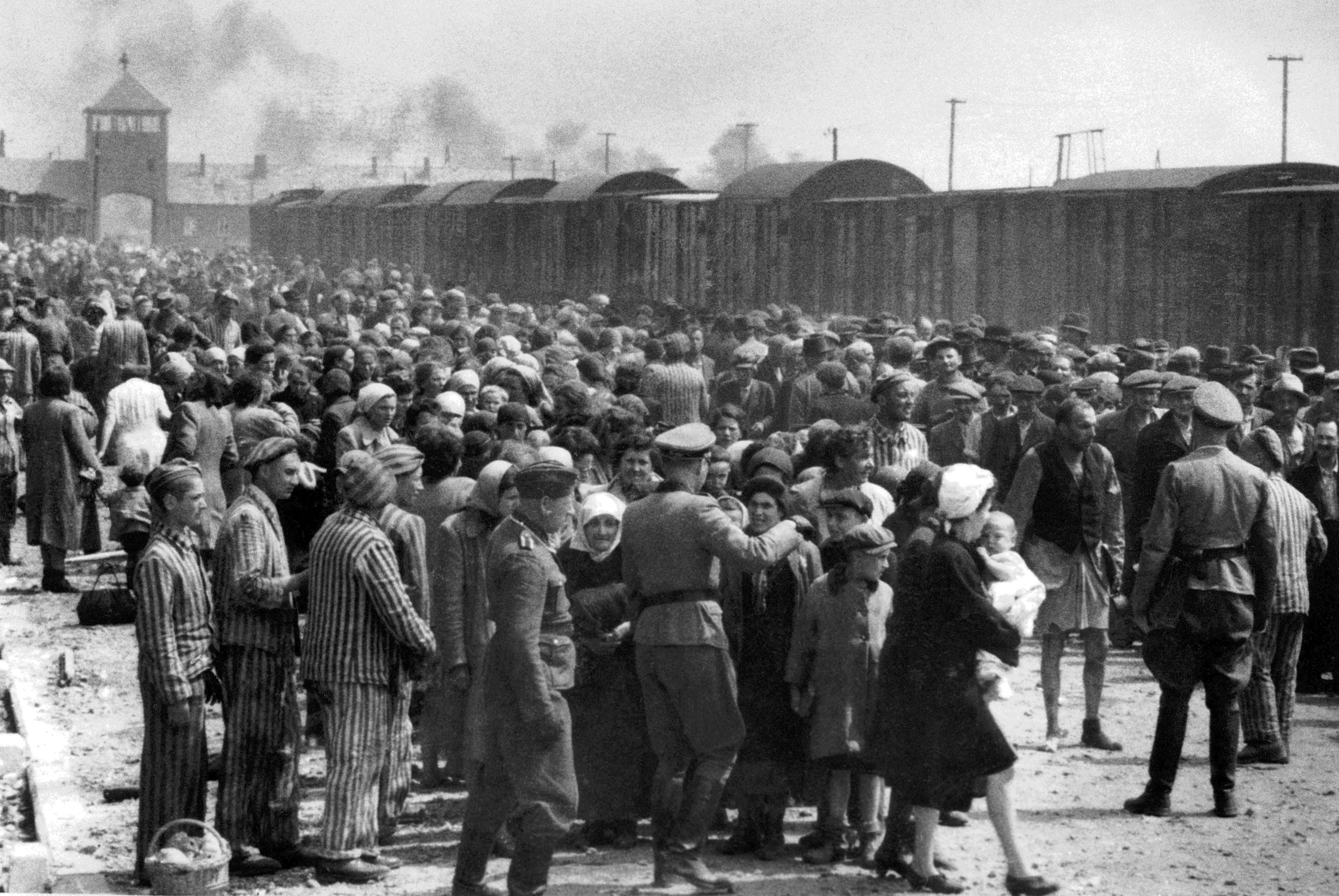
"Seleção" de judeus húngaros em Auschwitz-II (Birkenau), maio/junho de 1944.

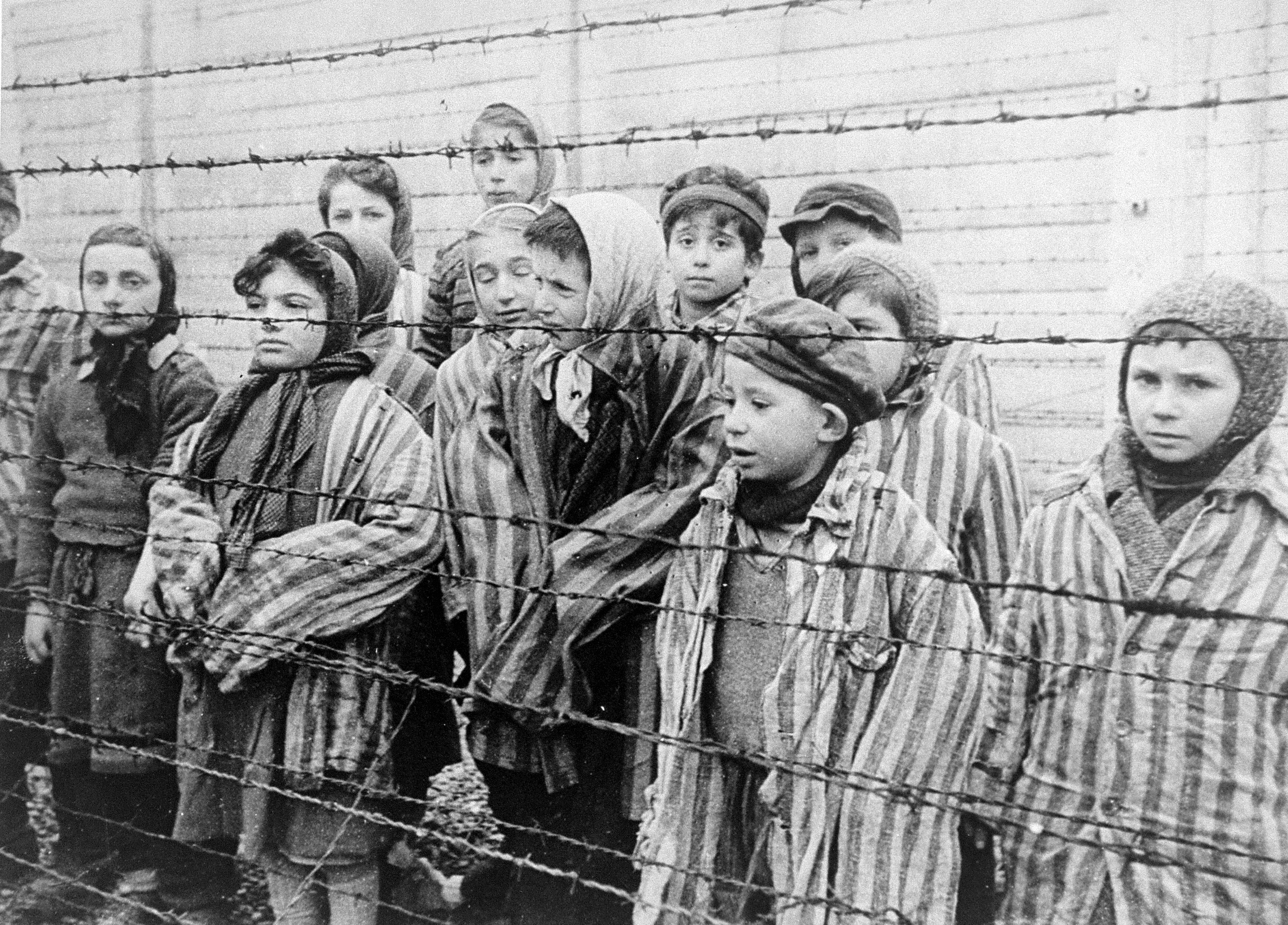
Judeus gêmeos mantidos vivos para serem usados em experimentos médicos de Mengele. Essas crianças foram libertadas de Auschwitz pelo Exército Vermelho em janeiro de 1945.

Mengele usou Auschwitz como uma oportunidade para continuar seus estudos antropológicos e pesquisas sobre a hereditariedade, usando prisioneiros para a experimentação humana. Os experimentos não tinham qualquer consideração pela saúde ou segurança das vítimas. Estava particularmente interessado em gêmeos idênticos, pessoas com heterochromia iridum (olhos de duas cores diferentes), anões e pessoas com anormalidades físicas. Foi concedida uma subvenção pela Deutsche Forschungsgemeinschaft, solicitada por von Verschuer, que recebia relatórios regulares e expedições de espécimes de Mengele. A concessão foi usada para construir um laboratório de patologia ligado ao Crematório II em Auschwitz II-Birkenau. O Dr. Miklós Nyiszli, patologista judeu-húngaro que chegou a Auschwitz em 29 de maio de 1944, realizou dissecções e preparou espécimes para serem enviados para este laboratório. A pesquisa com gêmeos feita por Mengele destinava-se, em parte, a provar a supremacia da hereditariedade sobre o ambiente e assim reforçar a premissa nazista da superioridade da raça ariana. Nyiszli e outros relatam que os estudos com gêmeos também podem ter sido motivados por um desejo de melhorar a taxa de reprodução da raça alemã, melhorando as chances de pessoas racialmente desejáveis tendo gêmeos.
Os sujeitos da pesquisa de Mengele eram alimentados e abrigados melhor do que outros prisioneiros e ficavam temporariamente livres das câmaras de gás. Estabeleceu um jardim de infância para crianças que foram os objetos de suas experiências, juntamente com todas as crianças ciganas menores de seis anos. A unidade proporcionava melhores condições de alimentação e de vida do que outras áreas do campo e inclusive incluiu um playground. Ao visitar as crianças se apresentava como "Tio Mengele" e oferecia-lhes doces. Mas também foi pessoalmente responsável pelas mortes de um número desconhecido de vítimas que matou através de injeção letal, fuzilamentos, espancamentos e através de seleções e experimentos mortais. Lifton descreve Mengele como sádico, sem empatia e extremamente antissemita, sendo que acreditava que os judeus deveriam ser eliminados inteiramente como uma raça inferior e perigosa. O filho de Mengele, Rolf, disse que seu pai não mostrou remorso por suas atividades durante a guerra.
Um ex-prisioneiro médico de Auschwitz disse:
Ele era capaz de ser tão gentil com as crianças, de fazer com que elas se apaixonassem por ele, de lhes trazer açúcar, de pensar em pequenos detalhes de suas vidas diárias e de fazer coisas que realmente admiramos… E então, ao lado… a fumaça dos crematórios e essas crianças, amanhã ou em meia hora, iriam ser mandadas para lá. Bem, aí estava a anomalia.
Os gêmeos eram submetidos a exames e medições semanais de seus atributos físicos feitos por Mengele ou um de seus assistentes. Os experimentos realizados por Mengele em gêmeos incluíam a amputação desnecessária de membros, a infecção intencional de um gêmeo com tifo ou outras doenças e transfusão de sangue de um gêmeo no outro. Muitas das vítimas morreram ao passar por esses procedimentos. Depois que um experimento terminava, os gêmeos às vezes eram mortos e seus corpos dissecados. Nyiszli lembrou uma ocasião em que Mengele matou pessoalmente 14 gêmeos em uma noite por meio de uma injeção de clorofórmio no coração. Se um gêmeo morria de doença, Mengele matava o outro para que pudessem ser preparados relatórios pós-morte comparativos.
Os experimentos de Mengele com olhos incluíram tentativas de mudar a cor dos olhos injetando produtos químicos em pessoas vivas. Também matava pessoas com olhos heterocromáticos para que eles pudessem ser removidos e enviados para Berlim para estudo. Seus experimentos em anões e pessoas com anormalidades físicas incluíam medidas físicas, extração de sangue, extração de dentes saudáveis e tratamento com drogas desnecessárias e raios-X. Muitas das vítimas eram enviadas para as câmaras de gás após cerca de duas semanas e seus esqueletos eram enviados para Berlim para estudo posterior. Mengele procurava por mulheres grávidas, nas quais realizaria experimentos antes de enviá-las para as câmaras de gás. A testemunha Vera Alexander descreveu como ele costurou dois gêmeos ciganos pelas costas em uma tentativa de criar gêmeos xifópagos. As crianças morreram de gangrena após vários dias de sofrimento.

## Depois de Auschwitz

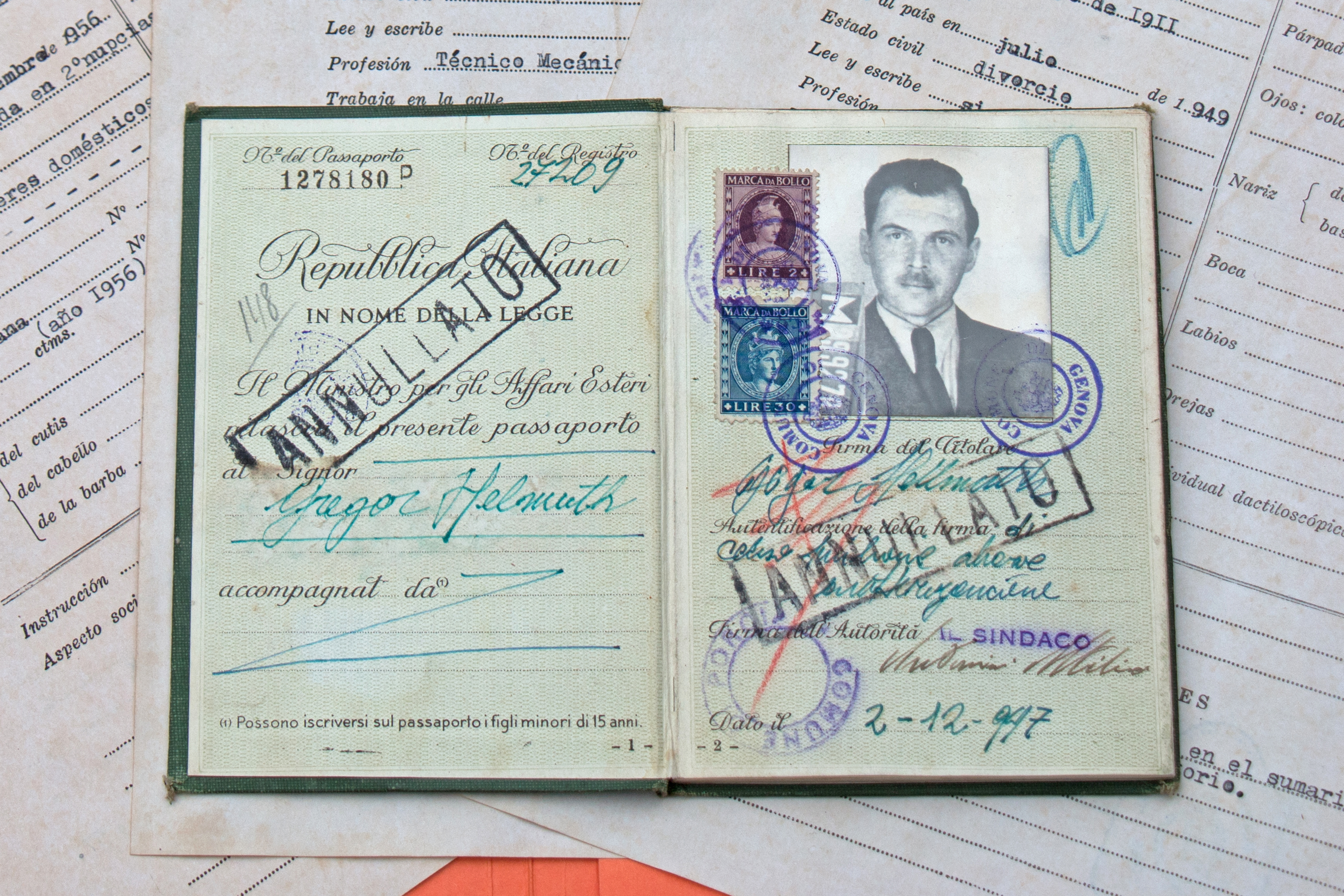
Passaporte italiano que Mengele usou para fugir para a Argentina em 1949.

Junto com vários outros médicos de Auschwitz, Mengele foi para o campo de concentração de Gross-Rosen na Baixa Silésia em 17 de janeiro de 1945. Trouxe duas caixas de espécimes e registros de suas experiências. A maioria dos registros médicos do campo já havia sido destruída pelas SS. O Exército Vermelho libertou Auschwitz em 27 de janeiro. Mengele fugiu de Gross-Rosen no dia 18 de fevereiro, uma semana antes da chegada dos soviéticos, e viajou para o oeste disfarçado de oficial da Wehrmacht para Saaz (atual Žatec), onde confiou temporariamente seus documentos incriminatórios de Auschwitz a uma enfermeira com quem havia estabelecido um relacionamento. Ele e sua unidade correram para o oeste para evitar serem capturados pelos soviéticos e foram levados como prisioneiros de guerra pelos estadunidenses em junho. Mengele foi registrado inicialmente com seu próprio nome, mas por causa da desorganização dos Aliados a respeito da distribuição de listas procuradas e do fato que Mengele não tinha a tatuagem usual do grupo do sangue da SS, não foi identificado como estando na lista criminal principal da guerra. Foi libertado no final de julho e obteve documentos falsos sob o nome "Fritz Ullman", documentos que posteriormente alterou para "Fritz Hollmann".
Depois de vários meses de fuga, incluindo uma viagem à área ocupada pelos soviéticos para recuperar seus registros de Auschwitz, Mengele encontrou trabalho perto de Rosenheim como um fazendeiro. Preocupado com o fato de sua captura significar julgamento e sentença de morte, fugiu da Alemanha em 17 de abril de 1949. Apoiado por uma rede de ex-membros da SS, Mengele viajou para Gênova, onde obteve um passaporte sob o pseudônimo "Helmut Gregor" do Comitê Internacional da Cruz Vermelha. Navegou para a Argentina em julho. Sua esposa se recusou a acompanhá-lo e eles se divorciaram em 1954.

## Na América do Sul

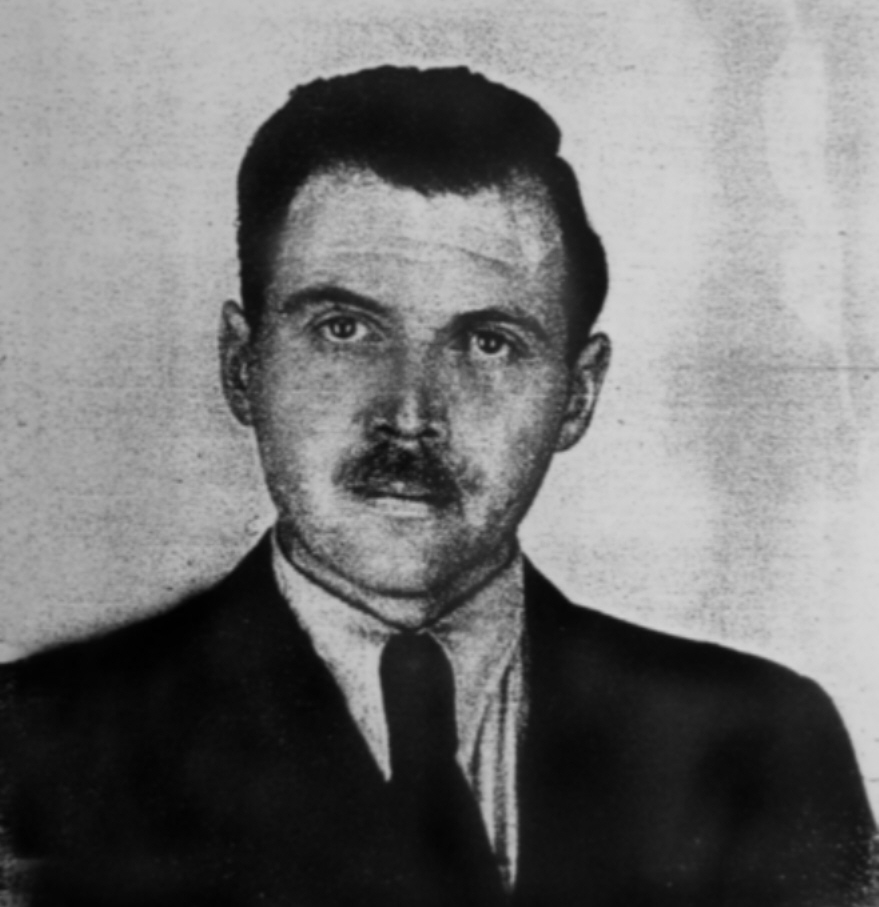
Foto do documento de identificação argentino de Mengele (1956).

Em Buenos Aires, na Argentina, Mengele trabalhou como carpinteiro enquanto residia em uma pensão no subúrbio de Vicente Lopez. Depois de algumas semanas se mudou para a casa de um simpatizante nazista no bairro mais influente da Flórida, em Buenos Aires. Em seguida, trabalhou como vendedor para a empresa de equipamentos agrícolas de sua família e, a partir de 1951, fez viagens frequentes ao Paraguai como representante de vendas para aquela região. Um apartamento no centro de Buenos Aires tornou-se sua residência em 1953, no mesmo ano em que usou fundos familiares para comprar uma parte de uma empresa de carpintaria. Em 1954, alugou uma casa no subúrbio de Olivos. Arquivos divulgados pelo governo argentino em 1992 indicam que Mengele pode ter praticado medicina sem licença, inclusive realizando abortos, enquanto morava em Buenos Aires.
Depois de obter uma cópia de sua certidão de nascimento através da embaixada da Alemanha Ocidental em 1956, Mengele recebeu uma autorização de residência estrangeira argentina sob seu nome real. Ele usou este documento para obter um passaporte da Alemanha Ocidental, também sob seu nome real, e embarcou para uma visita à Europa. Foi para a Suíça para férias de esqui com seu filho Rolf (ao qual foi dito que Mengele era seu "tio Fritz") e sua cunhada viúva Martha, além de ter passado uma semana em sua cidade natal de Günzburg. Em seu retorno a Argentina em setembro, Mengele começou a viver sob seu nome real. Martha e seu filho Karl Heinz seguiram cerca de um mês depois e os três moraram juntos. O casal se casou durante as férias no Uruguai em 1958 e comprou uma casa em Buenos Aires. Seus interesses comerciais incluíam agora a propriedade parcial da Fadro Farm, uma empresa farmacêutica. Junto com vários outros médicos, Mengele foi interrogado e libertado em 1958 sob suspeita de praticar medicina sem licença após uma adolescente morrer após um aborto. Preocupado com o fato de que a publicidade levaria à descoberta de seus antecedentes nazistas e suas atividades de guerra, fez uma longa viagem de negócios ao Paraguai e recebeu a cidadania sob o nome de José Mengele em 1959. Voltou a Buenos Aires várias vezes para encerrar seus negócios e visitar sua família. Martha e Karl Heinz viveram em uma pensão na cidade até dezembro de 1960, quando retornaram à Alemanha.
O nome de Mengele foi mencionado várias vezes durante os julgamentos de Nuremberg, mas as forças Aliadas estavam convencidas de que ele estava morto. Irene e a família em Günzburg também disseram que ele estava morto. Trabalhando na Alemanha Ocidental, o caçadores de nazistas Simon Wiesenthal e Hermann Langbein coletaram informações de testemunhas sobre as atividades de guerra de Mengele. Em uma busca dos registros públicos, Langbein encontrou os papéis do divórcio de Mengele que alistavam um endereço em Buenos Aires. Ele e Wiesenthal pressionaram as autoridades da Alemanha Ocidental na elaboração de um mandado de prisão em 5 de junho de 1959 e no início do processo de extradição. Inicialmente, a Argentina recusou o pedido, porque o fugitivo já não vivia no endereço indicado nos documentos. Quando a extradição foi aprovada em 30 de junho de 1960, Mengele já havia fugido para o Paraguai, onde vivia numa fazenda perto da fronteira argentina.

### Esforços da Mossad
Em maio de 1960, Isser Harel, diretor do Mossad (a agência de inteligência israelense), liderou pessoalmente o bem-sucedido esforço de capturar Adolf Eichmann em Buenos Aires. Ele esperava localizar Mengele também para que o mesmo pudesse ser levado a julgamento em Israel. Sob interrogatório, Eichmann forneceu o endereço de uma pensão que tinha sido usada como uma casa segura para fugitivos nazistas. A vigilância da casa não revelou Mengele ou qualquer membro de sua família e o carteiro do bairro disse que, embora Mengele tivesse recebido recentemente cartas naquele local sob seu nome real, ele tinha se mudado e não deixou nenhum endereço de encaminhamento. Os inquéritos de Harel em uma oficina de máquinas onde Mengele tinha sido dono não trouxeram nenhuma pista tampouco, então ele teve que desistir.
Apesar de ter fornecido a Mengele documentos legais em seu verdadeiro nome em 1956, permitindo-lhe assim regularizar sua residência na Argentina, a Alemanha Ocidental ofereceu uma recompensa por sua captura. O antigo piloto Hans-Ulrich Rudel colocou-o em contato com o apoiante nazista Wolfgang Gerhard, que ajudou Mengele a atravessar a fronteira para o Brasil. Ficou com Gerhard em sua fazenda perto de São Paulo até que acomodações permanentes foram encontradas com os expatriados húngaros Geza e Gitta Stammer. Ajudado por um investimento de Mengele, o casal comprou uma fazenda em Nova Europa, sendo que Mengele recebeu o cargo de gerente. Em 1962, os três compraram uma fazenda de café e gado em Serra Negra, sendo que Mengele possuía metade do local. Inicialmente, Gerhard disse ao casal que o nome de Mengele era "Peter Hochbichler", mas eles descobriram sua verdadeira identidade em 1963. Gerhard os convenceu a não denunciarem a localização de Mengele às autoridades, dizendo que eles próprios poderiam ter problemas por abrigar o fugitivo. A Alemanha Ocidental, alertada para a possibilidade de que Mengele havia se mudado para lá, ampliou seu pedido de extradição para incluir o Brasil em fevereiro de 1961.
Enquanto isso, Zvi Aharoni, um dos agentes do Mossad que estiveram envolvidos na captura de Eichmann, foi colocado a cargo de uma equipe de agentes encarregados de localizar Mengele e levá-lo a julgamento em Israel. As investigações no Paraguai não deram pistas sobre o seu paradeiro e não conseguiram interceptar qualquer correspondência entre Mengele e sua esposa Martha, que então morava na Itália. Os agentes que seguiam os movimentos de Rudel não produziram quaisquer pistas. Aharoni e sua equipe seguiram Gerhard para uma área rural perto de São Paulo, onde localizaram um homem europeu que se acredita ser Mengele. Aharoni relatou suas descobertas a Harel, mas a logística de encenar uma captura, as restrições orçamentárias e a necessidade de se concentrar na deterioração da relação do país com o Egito levou o chefe do Mossad a interromper a operação em 1962.

### Final da vida e morte

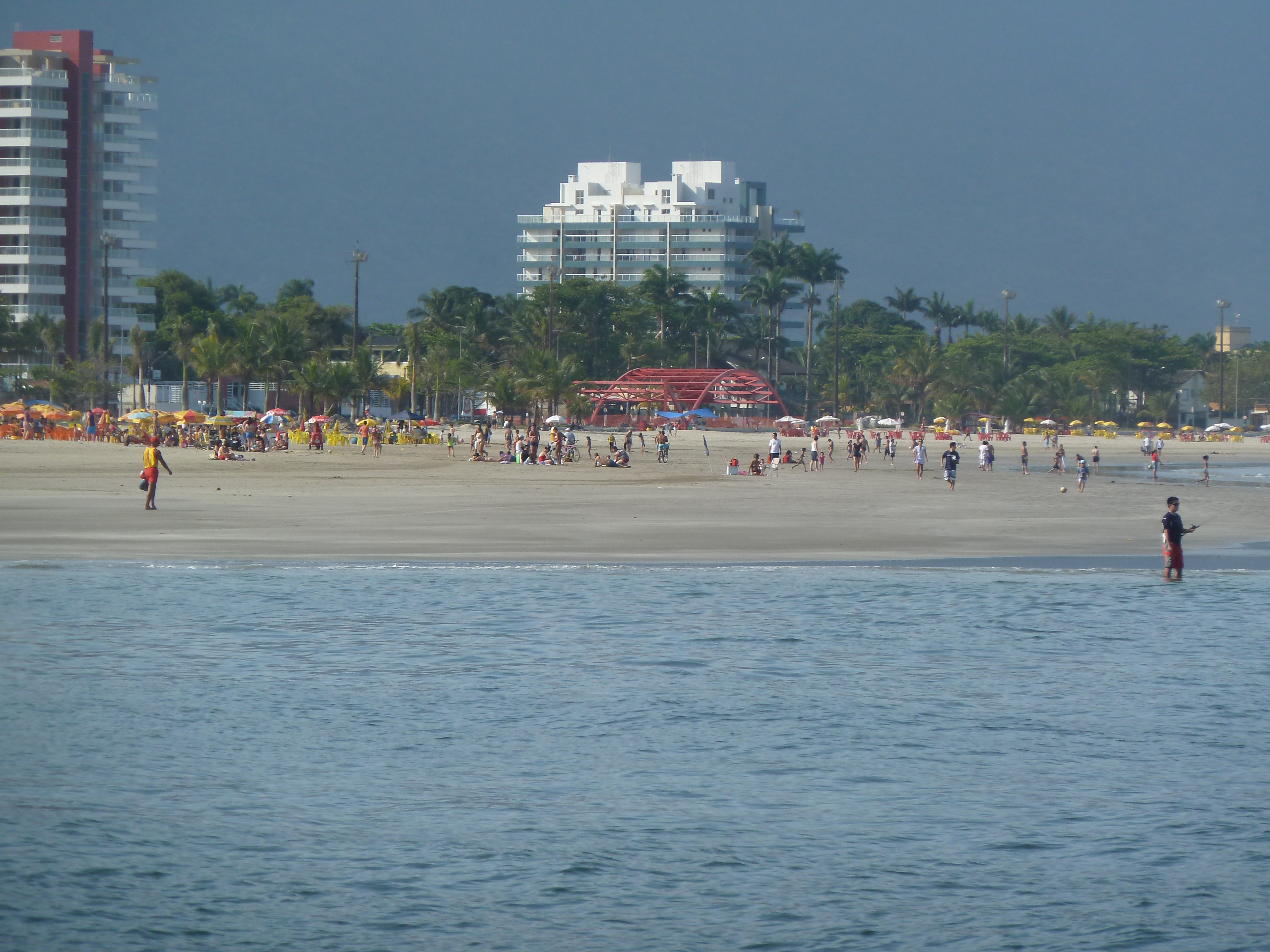
Praia da Enseada, em Bertioga, litoral de São Paulo, Brasil, onde Mengele morreu afogado.

Mengele e os Stammers compraram uma casa em uma fazenda em Caieiras em 1969, com Mengele como sócio. Quando Wolfgang Gerhard voltou para a Alemanha em 1971 para procurar tratamento médico para sua esposa e filho gravemente doente, entregou o seu bilhete de identidade a Mengele. Os Stammers tiveram uma briga com Mengele no final de 1974 e compraram uma casa em São Paulo; Mengele não foi convidado. Os Stammers compraram um bangalô no bairro de Eldorado em Diadema, que alugaram a Mengele. Rolf, que não via seu pai desde as férias de esqui em 1956, visitou-o lá em 1977 e encontrou um nazista impenitente que alegou nunca ter prejudicado ninguém pessoalmente e que só tinha cumprido seu dever.
A saúde de Mengele tinha-se deteriorado firmemente desde 1972 e teve um derrame em 1976. Tinha pressão alta e uma infecção no ouvido que afetava seu equilíbrio. Ao visitar seus amigos Wolfram e Liselotte Bossert na estância costeira de Bertioga, em 7 de fevereiro de 1979, sofreu outro acidente vascular cerebral ao nadar na praia da Enseada e se afogou, morrendo em seguida. Mengele foi enterrado em Embu das Artes sob o nome "Wolfgang Gerhard", cujo cartão de identificação tinha usado desde 1971.
Outros pseudônimos utilizados por Mengele incluíram Dr. Fausto Rindón e S. Josi Alvers Aspiazu.

## Exumação
Enquanto isso, avistamentos de Mengele eram relatados em todo o mundo. Wiesenthal afirmou ter informações que colocaram Mengele na ilha grega de Cítnos em 1960, no Cairo em 1961, na Espanha em 1971 e no Paraguai em 1978, dezoito anos depois de sua partida. Insistiu até 1985 — seis anos depois da morte de Mengele — de que o nazista ainda estava vivo e em 1982 ofereceu uma recompensa de 100 mil dólares pela sua captura. O interesse mundial no caso foi levantado por um simulacro de julgamento realizado em Jerusalém em fevereiro de 1985 com o testemunho de mais de cem vítimas dos experimentos de Mengele. Pouco tempo depois, os governos da Alemanha Ocidental, Israel e Estados Unidos lançaram um esforço coordenado para determinar o paradeiro de Mengele. Recompensas por sua captura foram oferecidas pelos governos de Israel e da Alemanha Ocidental, pelo The Washington Times e Simon Wiesenthal Center.
Em 31 de maio de 1985, a polícia invadiu a casa de Hans Sedlmeier, amigo de Mengele e gerente de vendas de uma empresa familiar em Günzburg. Eles encontraram um livro de endereços codificado e cópias de cartas dele para Mengele. Entre os jornais estava uma carta de Bossert notificando Sedlmeier da morte de Mengele. As autoridades alemãs notificaram a polícia em São Paulo, que entrou em contato com os Bosserts. Sob interrogatório, eles revelaram a localização do túmulo. Os restos foram exumados em 6 de junho de 1985 e um extenso exame forense confirmou com um elevado grau de probabilidade de que o corpo fosse de Mengele. Rolf Mengele emitiu uma declaração em 10 de junho admitindo que o corpo era de seu pai. Disse que a notícia da morte de seu pai tinha sido mantida em sigilo para proteger as pessoas que o tinham protegido por muitos anos. Em 1992, testes de DNA confirmaram a identidade de Mengele. Membros da família recusaram pedidos repetidos de autoridades brasileiras para repatriar os restos mortais para a Alemanha. Os ossos permanecem armazenados no Instituto Médico Legal do estado de São Paulo e são utilizados como auxílios educacionais durante os cursos de medicina forense da Faculdade de Medicina da Universidade de São Paulo.

## Legado
A vida de Mengele foi a inspiração para um romance e um filme intitulados Os Meninos do Brasil (1978), onde um Mengele ficcional (retratado no filme por Gregory Peck) produz clones de Hitler em uma clínica no Brasil.
Em 1986, a banda de thrash metal norte-americana Slayer lançou uma canção intitulada Angel Of Death (em português: "anjo da morte"), presente em seu álbum de estúdio Reign In Blood. A canção, cujo nome faz referência ao apelido que Mengele recebeu devido à realização de experimentos mortais em humanos, descreve detalhadamente como tais eram feitos. A ideia da letra da canção partiu do guitarrista Jeff Hanneman, que na época havia adquirido e lido alguns livros retratando a história de Mengele. Embora a banda sempre ter negado que Angel Of Death fosse uma glorificação ao Nazismo, a canção gerou e ainda gera muita controvérsia acerca de seu verdadeiro significado. Jeff Hanneman afirmou em 1987: "Angel Of Death é como uma aula de história; eu li muito sobre o Terceiro Reich e fiquei absolutamente fascinado pela extremidade de tudo, como Hitler foi capaz de hipnotizar uma nação e fazer o que quisesse, uma situação em que Mengele pôde evoluir de um médico para um torturador e assassino".
Em 2007, o Museu Memorial do Holocausto dos Estados Unidos recebeu como doação o Álbum Höcker, um álbum de fotografias dos funcionários de Auschwitz, tirado pelo comandante da SS Karl-Friedrich Höcker. Oito das fotografias incluem Mengele.
Em fevereiro de 2010, um volume de 180 páginas do diário de Mengele foi vendido pela casa de leilões Alexander Autographs por uma quantia não revelada ao neto de um sobrevivente do Holocausto. O proprietário anterior não foi identificado, que adquiriu o diário no Brasil, foi relatado ser próximo à família de Mengele. Uma organização de sobreviventes do Holocausto descreveu a venda como "um ato cínico de exploração destinado a lucrar com os escritos de um dos mais hediondos criminosos nazistas". O rabino Marvin Hier, do Centro Simon Wiesenthal, estava feliz em ver o diário cair em mãos judaicas. "Num momento em que o Irã de Ahmadinejad nega regularmente o Holocausto e o antissemitismo e o ódio aos judeus está de volta em voga, esta aquisição é especialmente significativa", disse ele. Em 2011 (centenário do nascimento de Mengele), mais 31 volumes dos diários de Mengele foram vendidos — novamente em meio a protestos — pela mesma casa de leilões para um colecionador não divulgado de recordações da Segunda Guerra Mundial por 245 mil dólares.
A estadia de Mengele na Patagônia foi utilizada como a base do filme argentino de 2013, O Doutor Alemão, com Àlex Brendemühl no papel de protagonista.